# ابن الأجدابي
ابن الأجدابي أبو إسحاق إبراهيم بن إسماعيل بن أحمد بن عبد الله اللواتي الأجدابي الطرابلسي. لغوي ليبي بارز، توفي بعد سنة 1077.
برز في العديد من المجالات، مثل الفقه الإسلامي، وعلم الكلام، واللغة العربية، وعلم الفلك.
عاش كل حياته في طرابلس وتوفي ودفن هناك. تتلمذ على يد علماء طرابلس في عصره، واشتهر بطلبه لمقابلة العلماء الذين يأتون لطرابلس أو يمرون بها قادمين من المشرق أو من المغرب، واكتساب المعارف منهم، وعندما سئل عن كيفية اكتسابه لكل هذه المعرفة التي هنده، أجاب «لقد اكتسبت المعرفة من هوارة وزناتة» مشيرا لاسم البوابتيين الرئيسيتين لمدينة طرابلس.

## مؤلفاته
- كفاية المتحفظ وغاية المتلفظ.
- العروض الكبير.
- العروض الصغير.
- شرح ما آخره ياء مشددة من الأسماء.
- مختصر في علم الأنساب.
- مختصر نسب قريش.
- الأزمنة والأنواء.
- الرد على أبي حفص بن مكي في تثقيف اللسان.